# Ulleungdo

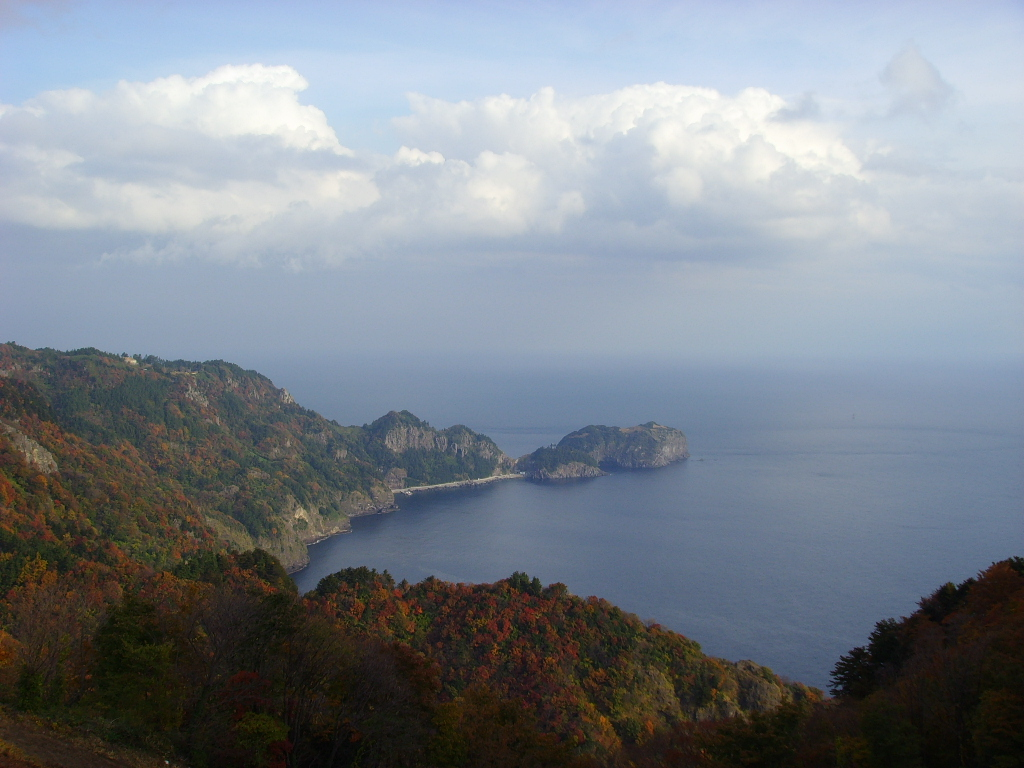
Ulleung-do

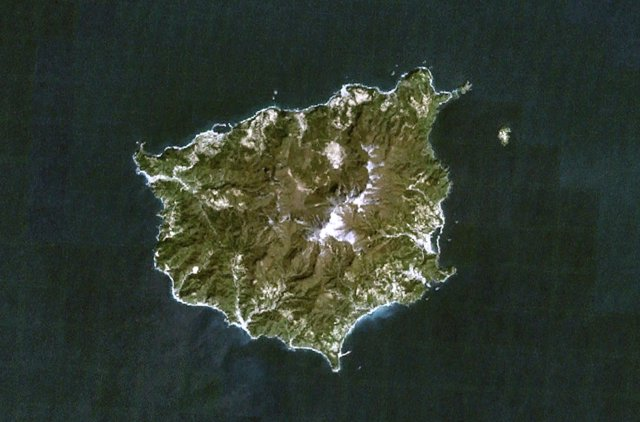
Isla de Ulleungdo

Mapa de la isla

Ulleungdo es una isla de Corea del Sur situada en el mar del Japón. Antiguamente conocida como Dagelet por los europeos, Ulleungdo está a unos 120 km (75 mi) al este de la península de Corea. De origen volcánico, la pedregosa isla de costas empinadas es la cúspide de un gran estratovolcán que se alza desde el relieve oceánico, alcanzando una elevación máxima de 984 metros (3228 pies) en Seonginbong Peak. 
La isla está conformada principalmente de roca traquiandesita. Una gran erupción producida hace unos 9350 años alcanzó un Índice de explosividad volcánica de 6 y depositó tefra a una distancia tan alejada como el centro de Honshū, a unos 800 km (500 mi) de distancia, mientras producía flujo piroclástico en la isla y decapitaba su superficie para formar una caldera volcánica. 
La isla de Ulleungdo tiene un área de 73,15 km² y cuenta con unos 10 000 habitantes. Constituye la mayor parte del condado de Ulleung, en la provincia de Gyeongsang del Norte. La principal ciudad de Ulleungdo es el puerto de Dodong, que sirve como puente entre Ulleungdo y la Corea peninsular. Ulleungdo es un popular sitio turístico. Su otra actividad económica importante es la derivada de sus caladeros, especialmente el de sepiida, que a su vez es motivo de fama en todo el país.

## Historia
La evidencia arqueológica indica que la isla ha estado habitada desde el primer milenio d. C. La primera referencia histórica confirmada a Ulleungdo aparece en el Samguk Sagi para el año 512. En esa fecha, el general Kim Isabu de Silla (Corea) conquistó la isla, que hasta el momento constituía la nación autónoma de Usan-guk. Algunos documentos indican que utilizó gran cantidad de leones de madera para intimidar a la población, amenazando con soltarlos si no se rendían.
No obstante, Usan-guk no quedó bajo el yugo de Silla y la isla no se convirtió en una parte política permanente de Corea hasta el 930, cuando fue anexada por Goryeo. Gracias a la distancia respecto de la Corea peninsular, la isla fue un recurrente refugio de seguridad para las dinastías Goryeo y Joseon. Fue devastada por los ataques de piratas Jurchen en el siglo XI, y por los piratas Wokou en el XIV. Un enfrentamiento con Japón por motivos de derechos de pesca en la década de 1690 se originó por el pescador coreano An Yong-bok. En respuesta a estas dificultades, Joseon adoptó una política de «isla vacía» que, sin embargo, resultó imposible de llevar a cabo, y fue rescindida finalmente en 1881; a partir de ese momento, el gobierno intentó aumentar la población de la isla.
Fue bautizada también como Dagelet (Дажелет) en 1787 por Jean-François de La Pérouse, comandante francés que exploró la costa oriental de Corea. Debe su nombre al astrónomo Joseph Lepaute Dagelet, quien lo acompañó durante su expedición alrededor del mundo.

## Turismo
Las actividades favoritas de los turistas son el senderismo, la pesca y el consumo de hoe (un plato coreano de pescado crudo). Las barcas turísticas hacen recorridos regulares de unas tres horas alrededor de la isla, partiendo del puerto de Dodong y pasando por todos los puntos de interés de la costa, entre ellos muchas formaciones rocosas y le pequeña isla vecina de Jukdo. Otros lugares de interés son Seonginbong, el punto más alto de la isla (984 m); la catarata de Bongnae; la «casa de hielo natural»; y un acantilado desde el que se pueden ver a lo lejos las rocas de Liancourt.

## Clima
| Parámetros climáticos promedio de Ulleungdo (1991-2020) | Parámetros climáticos promedio de Ulleungdo (1991-2020) | Parámetros climáticos promedio de Ulleungdo (1991-2020) | Parámetros climáticos promedio de Ulleungdo (1991-2020) | Parámetros climáticos promedio de Ulleungdo (1991-2020) | Parámetros climáticos promedio de Ulleungdo (1991-2020) | Parámetros climáticos promedio de Ulleungdo (1991-2020) | Parámetros climáticos promedio de Ulleungdo (1991-2020) | Parámetros climáticos promedio de Ulleungdo (1991-2020) | Parámetros climáticos promedio de Ulleungdo (1991-2020) | Parámetros climáticos promedio de Ulleungdo (1991-2020) | Parámetros climáticos promedio de Ulleungdo (1991-2020) | Parámetros climáticos promedio de Ulleungdo (1991-2020) | Parámetros climáticos promedio de Ulleungdo (1991-2020) |
| Mes                                                     | Ene.                                                    | Feb.                                                    | Mar.                                                    | Abr.                                                    | May.                                                    | Jun.                                                    | Jul.                                                    | Ago.                                                    | Sep.                                                    | Oct.                                                    | Nov.                                                    | Dic.                                                    | Anual                                                   |
| ------------------------------------------------------- | ------------------------------------------------------- | ------------------------------------------------------- | ------------------------------------------------------- | ------------------------------------------------------- | ------------------------------------------------------- | ------------------------------------------------------- | ------------------------------------------------------- | ------------------------------------------------------- | ------------------------------------------------------- | ------------------------------------------------------- | ------------------------------------------------------- | ------------------------------------------------------- | ------------------------------------------------------- |
| Temp. máx. abs. (°C)                                    | 14.9                                                    | 19.2                                                    | 21.8                                                    | 26.1                                                    | 30.8                                                    | 32.2                                                    | 34.6                                                    | 35.4                                                    | 32.4                                                    | 27.2                                                    | 23.2                                                    | 17.9                                                    | 35.4                                                    |
| Temp. máx. media (°C)                                   | 4.4                                                     | 5.6                                                     | 9.6                                                     | 15.1                                                    | 19.7                                                    | 22.5                                                    | 25.5                                                    | 26.9                                                    | 23.2                                                    | 18.8                                                    | 13.2                                                    | 7.2                                                     | 16                                                      |
| Temp. media (°C)                                        | 1.7                                                     | 2.5                                                     | 5.8                                                     | 11.1                                                    | 15.8                                                    | 19.1                                                    | 22.7                                                    | 23.8                                                    | 20.0                                                    | 15.4                                                    | 9.9                                                     | 4.3                                                     | 12.7                                                    |
| Temp. mín. media (°C)                                   | -0.5                                                    | 0.0                                                     | 2.9                                                     | 7.8                                                     | 12.5                                                    | 16.5                                                    | 20.5                                                    | 21.7                                                    | 17.7                                                    | 13.0                                                    | 7.4                                                     | 1.9                                                     | 10.1                                                    |
| Temp. mín. abs. (°C)                                    | -11.6                                                   | -13.6                                                   | -9.9                                                    | -2.7                                                    | 3.8                                                     | 7.8                                                     | 12.5                                                    | 14.7                                                    | 8.9                                                     | 0.7                                                     | -5.9                                                    | -9.6                                                    | -13.6                                                   |
| Precipitación total (mm)                                | 117.4                                                   | 91.3                                                    | 76.4                                                    | 97.8                                                    | 108.5                                                   | 116.8                                                   | 175.0                                                   | 176.7                                                   | 173.6                                                   | 100.9                                                   | 116.9                                                   | 129.3                                                   | 1480.6                                                  |
| Días de lluvias (≥ 1 mm)                                | 18.8                                                    | 14.5                                                    | 12.0                                                    | 9.0                                                     | 8.6                                                     | 8.6                                                     | 12.0                                                    | 11.6                                                    | 10.6                                                    | 9.3                                                     | 13.1                                                    | 18.2                                                    | 146.3                                                   |
| Días de nevadas (≥ 1 mm)                                | 17.7                                                    | 13.2                                                    | 7.4                                                     | 1.0                                                     | 0                                                       | 0                                                       | 0                                                       | 0                                                       | 0                                                       | 0.1                                                     | 3.4                                                     | 13.1                                                    | 55.9                                                    |
| Horas de sol                                            | 102.0                                                   | 118.1                                                   | 180.5                                                   | 216.5                                                   | 238.5                                                   | 185.5                                                   | 165.1                                                   | 176.6                                                   | 163.7                                                   | 178.8                                                   | 132.0                                                   | 104.1                                                   | 1961.4                                                  |
| Humedad relativa (%)                                    | 68.6                                                    | 68.4                                                    | 67.5                                                    | 67.2                                                    | 70.2                                                    | 79.6                                                    | 84.7                                                    | 83.4                                                    | 79.3                                                    | 71.4                                                    | 67.6                                                    | 67.3                                                    | 72.9                                                    |
| Fuente n.º 1: 기상청                                    |                                                         |                                                         |                                                         |                                                         |                                                         |                                                         |                                                         |                                                         |                                                         |                                                         |                                                         |                                                         |                                                         |
| Fuente n.º 2: 기상청                                    |                                                         |                                                         |                                                         |                                                         |                                                         |                                                         |                                                         |                                                         |                                                         |                                                         |                                                         |                                                         |                                                         |